# 県南運転免許センター
県南運転免許センター（けんなんうんてんめんきょセンター）は、岩手県警察が管理する運転免許試験場。

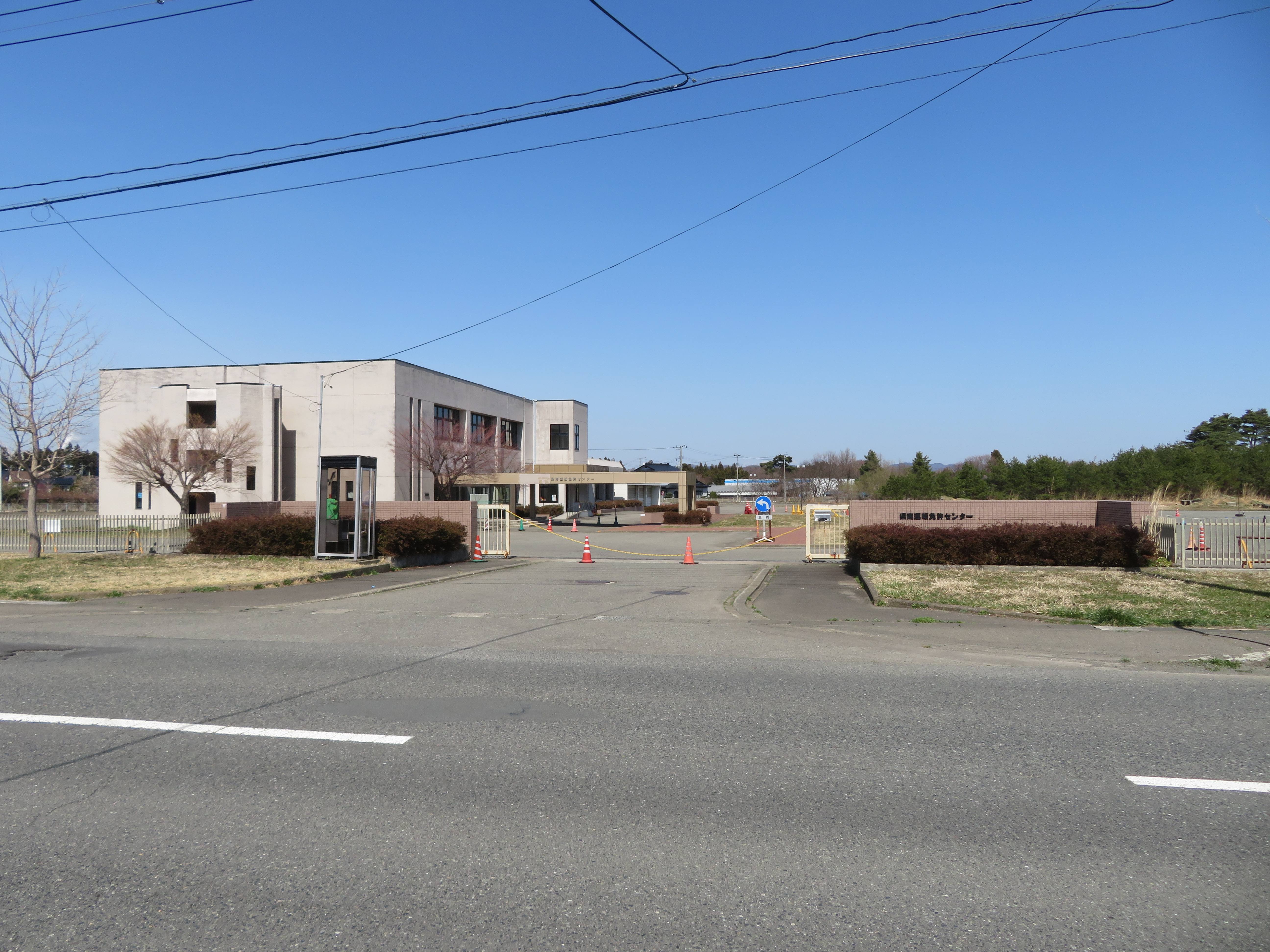
県南運転免許センター

## 所在地
- 胆沢郡金ケ崎町西根北荒巻100-2

## 交通機関
- 東日本旅客鉄道（JR東日本）東北本線六原駅から徒歩約20分（1.5km）
- 水沢金ケ崎線「県南免許センター」停留所下車。（起・終点）

## 岩手県内にある運転免許試験場
- 岩手県運転免許試験場（盛岡市）
- 盛岡運転免許センター（盛岡市・盛岡駅西口「アイーナ」1階）
- 県北運転免許センター（久慈市・久慈警察署敷地内）
- 沿岸運転免許センター（釜石市・釜石警察署敷地内）